# Dangers of the Sea
Dangers of the Sea er en dansk indie pop/rock-band med Andreas Bay Estrup som frontmand. Bandet blev dannet i 2010 og tæller medlemmer fra bands som Saybia (Jess Jensen), Folkeklubben (Rasmus Jusjong), Efterklang (Frederik Teige) og Slaraffenland (Mike Juel Taagehøj). Bandet debuterede live i 2011 og blev samme år udtaget til DR's Karrierekanonen. I 2012 kunne Dangers of the Sea opleves på Roskilde Festivalen.

## Dangers of the Sea(album)
Bandet udkom i 2013 med det selvbetitlede debutalbum. Albummet fik 4 stjerner i Gaffa under overskriften "Lovende og indimellem glimrende dansk indiefolk-debut". Albummet er optaget i A Kind Of Eden-studiet og mixet af Nikolaj Nørlund. Albummet består af 11 numre.  Nummeret "Mountains" blev udsendt som single.

## Our Place In History
Bandets andet album udkom i 2017 og fik pæn succes. Nummeret "Can You Hear Me" nåede DR, hvor både P3, P4, P5 og P6 gav spilletid  Det mest streamede nummer fra albummet er dog nummeret "Mathilda", der med afstand er bandets mest streamede nummer til dato.  Albummet består af 11 numre, og der er udtaget tre singler: "You & I", "Can You Hear Me" og "Meet Me at the Station".

## Diskografi

### Albums
- Dangers of the Sea (2013)
- Our Place In History (2017)

### Singles
- Mountains (2013)
- You & I (Edit) (2017)
- Can You Hear Me (Edit) (2017)
- Meet Me at the Station (2018)
- Stories (2018)